# Парадигма
Парадигма (из старогрчког παράδειγμα парáдеигма, састављено од παρὰ парà "поред" и δεικνύµι деикнyми "показати", "учинити разумљивим"); множина парадигме означава пример, узор, узорак, оцртавање, или предрасуду.
Парадигма је скуп основних претпоставки или правила које узимамо здраво за готово у циљу поимања стварности и њених појава. У том смислу лична парадигма је оно битно што учитавамо приликом нашег тумачења ствари и појава око нас. Људи имају различите парадигме као појединци, породица, групе, народи, струке итд. Парадигма ствара умни филтер који пропушта само оне информације које му се уклапају у постојећу слику света. Парадигма се може упоредити са обојеним наочарама. Ако нпр. парадигма има зелену боју они који гледају кроз зелене наочаре видеће свет у зеленим нијансама. Док не скину зелене наочаре све ће им изгледати зелено и зато ће ставити руку у ватру. Тек када скину "зелене наочаре" схватиће да ствари нису нужно у зеленим нијансама већ попримају другачије нијансе зависно од нових наочара које ставе. Парадигма се ствара преко информација и искустава у најранијем детињству, па надаље у животу. Ауторитети су они који намећу парадигме.

## Етимологија
Парадигма долази од грчког παράδειγμα (paradeigma), „патерн, пример, узорак“ од глагола παραδείκνυμι (paradeiknumi), „приказати, представљати, излагати“ и то од παρά (para), „поред, иза и δείκνυμι (deiknumi), „показати, истаћи“.
У реторици, сврха парадигме је да пружи публици илустрацију сличних појава. Ова илустрација нема за циљ да одведе публику до закључка, али се користи да им помогне да дођу до тога.
Један од начина на који парадигма треба да води публику био би лични рачуновођа. Није посао личног рачуновође да каже свом клијенту на шта тачно (а на шта не) да потроши свој новац, већ да помогне у вођењу клијента у погледу тога како новац треба да се троши на основу његових финансијских циљева. Анаксимен је дефинисао парадигму као „радње које су се раније дешавале и сличне су или супротне онима о којима сада расправљамо.“
Оригинални грчки израз παράδειγμα (paradeigma) коришћен је у грчким текстовима као што су Платонов Тимеј (28. године) и Парменид као једна могућност за модел или образац који је демијург користио да створи космос. Термин је имао техничко значење у области граматике: Меријам-Вебстеров речник из 1900. дефинише његову техничку употребу само у контексту граматике или, у реторици, као термин за илустративну параболу или басну. У лингвистици, Фердинанд де Сосир је користио парадигму да означи класу елемената са сличностима.
Речник Меријам-Вебстер Онлајн дефинише ову употребу као „филозофски и теоријски оквир научне школе или дисциплине у оквиру које се формулишу теорије, закони и генерализације и експерименти који се изводе у њихову подршку; у ширем смислу: филозофски или теоријски оквир било које врсте."
Оксфордски речник филозофије приписује следећи опис термина Структури научних револуција Томаса Куна:
Кухн сугерише да одређени научни радови, као што су Њутнови Принципи или Нови систем хемијске филозофије Џона Далтона (1808), пружају ресурсе отвореног типа: оквир концепата, резултата и процедура у оквиру којих је структуиран наредни рад. Нормална наука напредује унутар таквог оквира или парадигме. Парадигма не намеће ригидан или механички приступ, већ се може схватити мање или више креативно и флексибилно.

## Научна парадигма
Оксфордски речник енглеског језика дефинише парадигму као „образац или модел, пример; типичан пример нечега, пример“. Историчар науке Томас Кун дао јој је њено савремено значење када је усвојио реч да се односи на скуп концепата и пракси који дефинишу научну дисциплину у било ком одређеном временском периоду. У својој књизи Структура научних револуција (први пут објављеној 1962), Кун дефинише научну парадигму као: „универзално призната научна достигнућа која неко време пружају модел проблема и решења за заједницу практичара, тј.
- шта треба посматрати и испитати
- врста питања која би требало да се постављају и испитују за одговоре у вези са овом темом
- како ова питања треба да буду структурисана
- каква предвиђања примарна теорија у оквиру дисциплине
- како треба тумачити резултате научних истраживања
- како се експеримент спроводи и која опрема је доступна за спровођење експеримента.

У Структури научних револуција, Кун је видео како науке пролазе кроз наизменичне периоде нормалне науке, када постојећи модел стварности доминира продуженим периодом решавања загонетки, и револуцијом, када сам модел стварности пролази кроз изненадне драстичне промене. Парадигме имају два аспекта. Прво, унутар нормалне науке, термин се односи на скуп узорних експеримената који ће вероватно бити копирани или емулирани. Друго, у основи овог скупа примера су заједничка предубеђења, створена пре и условљена прикупљањем доказа. Ова предубеђења отелотворују и скривене претпоставке и елементе које он описује као квази-метафизичке; тумачења парадигме могу варирати међу појединачним научницима.
Кун се трудио да истакне да је образложење за избор узора специфичан начин сагледавања стварности: то гледиште и статус „узорника“ се међусобно појачавају. За добро интегрисане чланове одређене дисциплине, њена парадигма је толико убедљива да обично чини чак и могућност алтернатива неубедљивом и контраинтуитивном. Таква парадигма је непрозирна, изгледа као директан поглед на темељ саме стварности и замагљује могућност да иза ње могу бити скривене друге, алтернативне слике. Убеђење да је тренутна парадигма стварности има тенденцију да дисквалификује доказе који би могли да поткопају саму парадигму; ово заузврат доводи до нагомилавања непомирених аномалија. Ово друго је одговорно за евентуално револуционарно рушење постојеће парадигме и њену замену новом. Кухн је за овај процес користио израз парадигма промена (види доле) и упоредио га са перцептивном променом која се дешава када се наша интерпретација двосмислене слике „преокрене“ из једног стања у друго. (Илузија зец-патка је пример: није могуће видети и зеца и патку истовремено.) Ово је значајно у вези са питањем несамерљивости (погледајте испод).
Пример тренутно прихваћене парадигме би био стандардни модел физике. Научни метод омогућава ортодоксна научна истраживања феномена који би могли бити у супротности или оповргнути стандардни модел; међутим, финансирање из гранта би било пропорционално теже добити за такве експерименте, у зависности од степена одступања од прихваћене теорије стандардног модела за коју би се експеримент тестирао. Да илуструје поенту, вероватније је да ће експеримент за тестирање масе неутрина или распада протона (мала одступања од модела) добити новац од експеримената који траже кршење очувања момента или начина да се конструише реверзно време путовања.
Механизми слични оригиналној Куновој парадигми су призивани у разним дисциплинама осим у филозофији науке. То укључује: идеју о главним културним темама, погледе на свет (и видети доле), идеологије и начин размишљања. Они имају донекле слична значења која се односе на мање и веће примере дисциплиноване мисли. Поред тога, Мишел Фуко је користио термине епистема и дискурс, математика и таксиномија, за аспекте „парадигме“ у оригиналном Куновом смислу.

## Промене парадигме
У Структури научних револуција Кун је написао да је „узастопни прелазак из једне парадигме у другу путем револуције уобичајени развојни образац зреле науке“ (стр. 12).
Промене парадигме обично се јављају као одговор на акумулацију критичних аномалија, као и на предлог нове теорије са моћи да обухвати и старије релевантне податке и објасни релевантне аномалије. Нове парадигме имају тенденцију да буду најдраматичније у наукама које су стабилне и зреле, као у физици крајем 19. века. У то време, изјава која се генерално приписује физичару Лорду Келвину је чувена тврдила: „Сада нема ничег новог што би се могло открити у физици. Остаје само све прецизније мерење.“ Пет година касније, Алберт Ајнштајн је објавио свој рад. о специјалној релативности, која је довела у питање скуп правила које је поставила Њутнова механика, а која су се користила за описивање силе и кретања више од две стотине година. У овом случају, нова парадигма своди стару на посебан случај у смислу да је Њутнова механика и даље добар модел за апроксимацију за брзине које су споре у поређењу са брзином светлости. Многи филозофи и историчари науке, укључујући и самог Куна, на крају су прихватили модификовану верзију Куновог модела, која синтетизује његов оригинални поглед са градуалистичким моделом који му је претходио. Кунов оригинални модел се сада генерално сматра превише ограниченим.
Неки примери савремених промена парадигме укључују:
- У медицини, прелазак са „клиничке пресуде” на медицину засновану на доказима
- У социјалној психологији, прелазак са п-хаковања на репликацију[19]
- У софтверском инжењерству, прелазак са рационалне парадигме на емпиријску парадигму[20]
- У вештачкој интелигенцији, прелазак са класичне вештачке интелигенције на вештачку интелигенцију вођену подацима[21]